# Tequisquiapan
Tequisquiapan è una città dello stato di Querétaro, nel Messico centrale, capoluogo della omonima municipalità.
La popolazione della municipalità è di 54.929 abitanti e ha una estensione di 343,6 km².